# Balkåkra
Balkåkra är en äldre kyrkby i Balkåkra socken i Ystads kommun i Skåne, norr om Svarte. Från 2015 till 2023 avgränsade SCB här en småort.
Här ligger ruinen efter Balkåkra kyrka som 1867 ersattes av Marsvinsholms kyrka. Det var i Balkåkra som ett viktigt förhistoriskt föremål hittades 1847. 

## Galleri

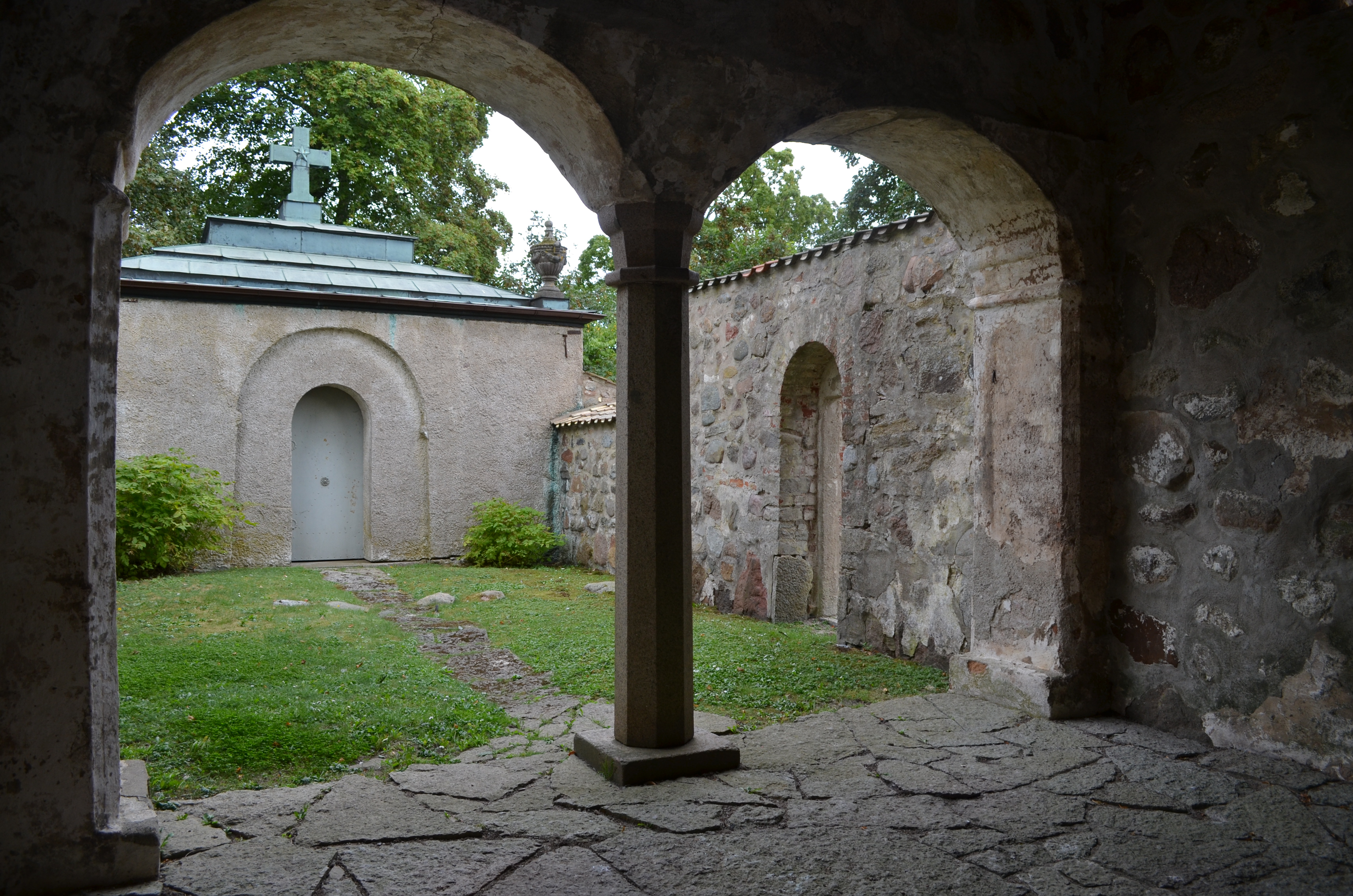
Gravkoret
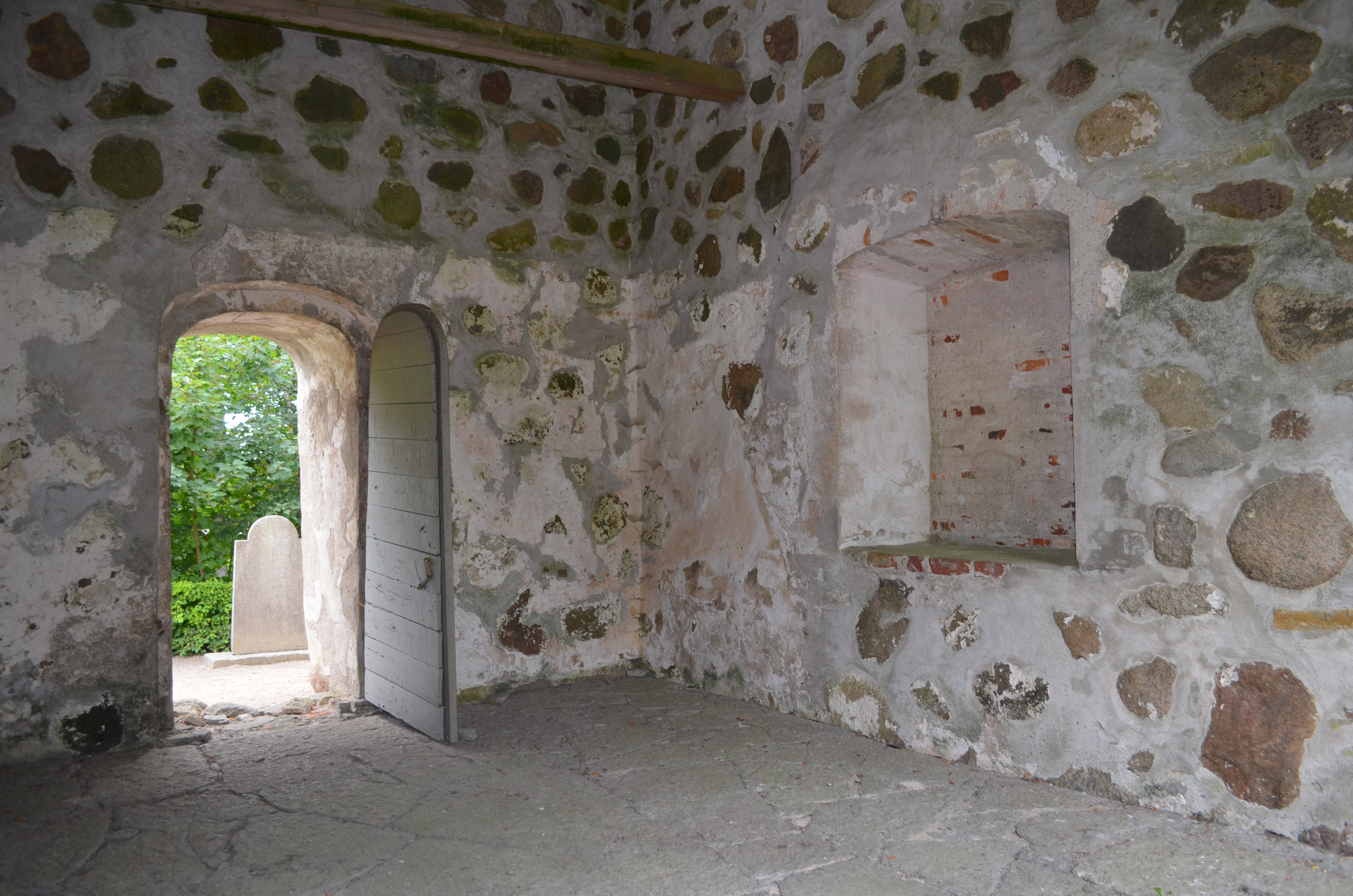
Balkåkra kyrkoruin inifrån.
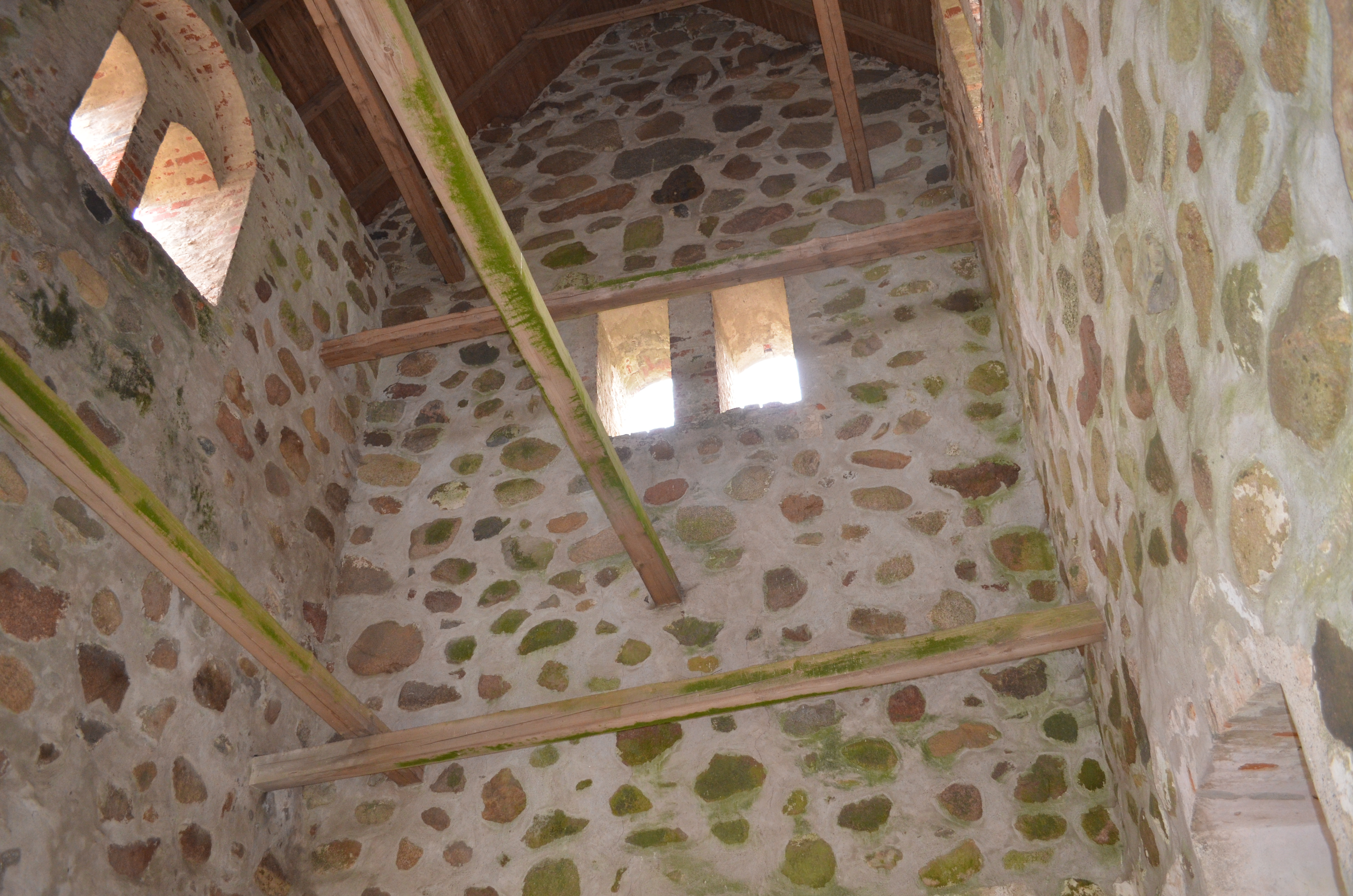
Balkåkra kyrkoruin inifrån.